# Fraktionerad destillation

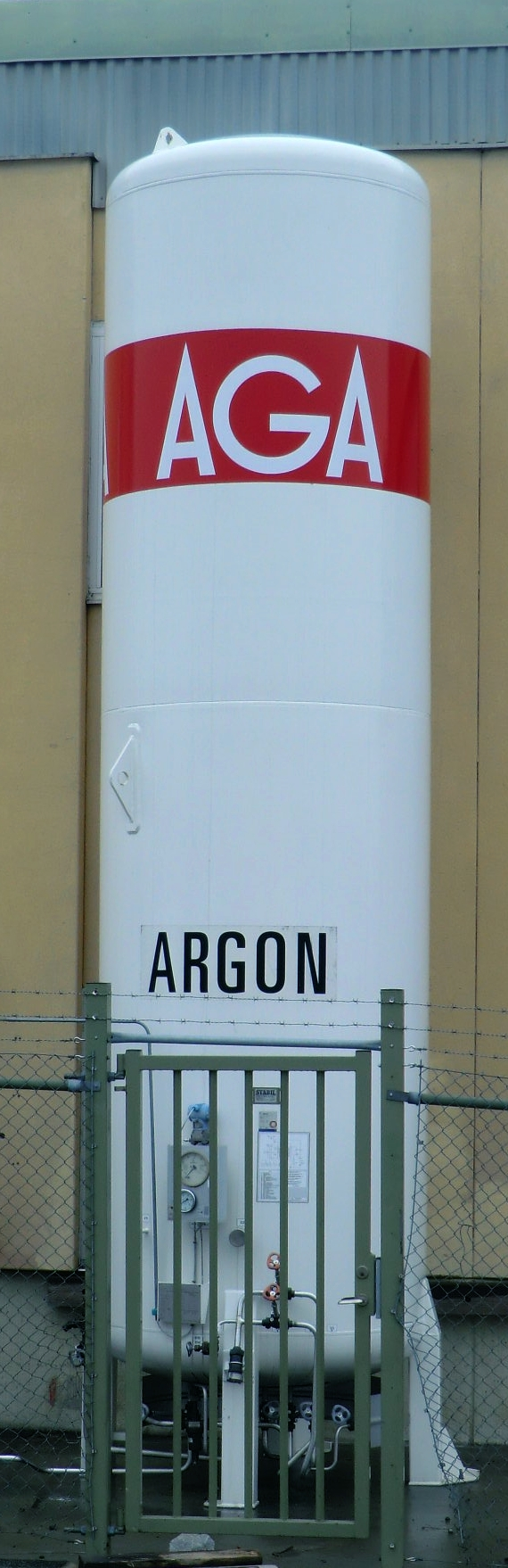
Argon är en produkt som framställs genom fraktionerad destillation.

Fraktionerad destillation är en destillationsmetod som kan användas för att separera en blandning av många ämnen med liknande kokpunkter. Vid fraktionerad destillation förångas blandningen och får passera genom ett rör eller torn, kallat destillationskolonn, som har olika temperatur vid olika nivåer. I kolonnen finns också plattor på olika nivåer, där en komponent (fraktion) i blandningen kan kondensera om temperaturen på den nivån understiger fraktionens kokpunkt. Fraktionen tappas av och tas till vara. Fraktionerad destillation är bland annat en vanlig metod för att dela upp råolja i oljeraffinaderier och för att rena fram olika gaser ur flytande luft. Man kan även göra detta med olja.
Destillationen delar upp oljan i olika rör när råoljan värms upp så att det blir diesel, bensin, fotogen och smörjolja. 